# Elecciones municipales de Avellaneda de 1987
Las elecciones municipales de Avellaneda de 1987 se realizaron el domingo 6 de agosto junto con las elecciones legislativas nacionales. En estos comicios, se renovó la mitad de los miembros del Concejo Deliberante y el Consejo Escolar de Avellaneda que fueron no elegidos en sorteo después de las elecciones municipales de Avellaneda de 1983, esto debido a la última interrupción del orden constitucional.

## Candidaturas y Resultados
Se presentaron 18 partidos o alianzas políticas en estas elecciones y sus resultados electorales fueron
|  | 45.50 % |

|  | 38.02 % |

|  | 3.33 % |

|  | 2.89 % |

|  | 2.16 % |

|  | 2.02 % |

|  | 1.70 % |

|  | 0.89 % |

|  | 0.32 % |

|  | 0.31 % |

|  | 0.24 % |

|  | 0.17 % |

|  | 0.12 % |

|  | 0.08 % |

## Concejales y Consejeros Escolares electos
| Partido político               | Concejales | Consejeros Escolares       |
| ------------------------------ | --- | -------------------------- |
| Unión Cívica Radical           | - Rubén Cicconi - Miguel Ángel Gonzales - Angel Parrotta - Silvia Vazquez - Miguel Mario Grisendi - José Honorio Busson - Luis Alberto Souto | - Nora Fonte - Irene Areco |
| Frente Justicialista Renovador | - Antonio Garcia - Antonio Meluso - Guillermo Ramón Valcarce - Angel Alberto Rodríguez - Hernán Basilico                                     | - María Haydée Boisbehere  |